# Трое (фильм, 1994)
«Трое» (англ. Threesome) — американский комедийно-драматический фильм режиссёра и сценариста Эндрю Флеминга, вдохновлённый его студенческими воспоминаниями.

## Сюжет
Студенты Эдди и Стюарт вдвоем занимают большую комнату в студенческом общежитии. По ошибке компьютера к ним подселяют девушку по имени Алекс. Эдди и Стюарт очень рады появлению новенькой соседки, но вскоре отношения между соседями превращаются в любовный треугольник.
Алекс влюбляется в Эдди, а Стюарт ищет расположения Алекс. Сексуальное напряжение возрастает, когда Эдди осознает, что он гей и любит Стюарта…. Запутавшиеся в своих чувствах соседи находят оригинальный выход из создавшегося положения…

## Актёрский состав
- Джош Чарльз — Эдди
- Лара Флинн Бойл — Алекс
- Стивен Болдуин — Стюарт
- Алексис Аркетт — Дик
- Марта Геман — Рене
- Марк Арнольд — Ларри
- Мишель Мэтисон — Кристен